# Kärlek utan gräns och mått
Kärlek utan gräns och mått är en sång vars versers text och musik är skrivna 1897 av William Howard, upphovsmannen till refrängens text och musik är dock okända.

## Publicerad i
- Stridsropet nr 42, 1898.
- Musik till Frälsningsarméns sångbok 1907 som nr 311
- Frälsningsarméns sångbok 1929 som nr 126 under rubriken "Helgelsens verk"
- Frälsningsarméns sångbok 1968 som nr 188 under rubriken "Helgelse"
- Frälsningsarméns sångbok 1990 som nr 671 under rubriken "Tillsammans i världen".
- Sångboken 1998 som nr 74